# Silene divaricata
Silene divaricata là loài thực vật có hoa thuộc họ Cẩm chướng. Loài này được Clemente miêu tả khoa học đầu tiên năm 1806.